# سیارک ۷۷۱۵
سیارک ۷۷۱۵ (به انگلیسی: 7715 Leonidarosino، نامگذاری:1996CR7) هفت هزار و هفتصد و پانزدهمین سیارک کشف شده‌است که در ۱۴ فوریه ۱۹۹۶ کشف شد.
قدر مطلق سیارک برابر ۱۳٫۵۰ است.